# Bledius occidentalis
Bledius occidentalis är en skalbaggsart som beskrevs av Jean Bondroit 1907. Bledius occidentalis ingår i släktet Bledius, och familjen kortvingar. Enligt den finländska rödlistan är arten nationellt utdöd i Finland. Arten är reproducerande i Sverige. Artens livsmiljö är sandstränder vid sötvatten.